# Списък с филмите на „Парамаунт Пикчърс“ (1980 – 1989)
Следва списък с филмите, които са оригинално продуцирани и/или разпространени театрално от Парамаунт Пикчърс и пуснати през 80-те години на XX век.
| Премиера             | Заглавие                                      | Бележки |
| -------------------- | --------------------------------------------- | --- |
| 8 февруари 1980 г.   | Американски жиголо                            | |
| 20 март 1980 г.      | Нижински                                      | копродукция с Hera Productions                                                                              |
| 21 март 1980 г.      | Малките галеници                              | |
| 28 март 1980 г.      | Сериал                                        | |
| 9 май 1980 г.        | Петък 13-и                                    | единствено разпространение в САЩ, продуциран от Sean S. Cunningham Films.                                   |
| 30 май 1980 г.       | Бон Воаяж, Чарли Браун                        | копродукция с United Feature Syndicate                                                                      |
| 2 юни 1980 г.        | Аутсайдерът                                   | |
| 6 юни 1980 г.        | Градски каубой                                | |
| 19 юни 1980 г.       | Удар под пояса                                | |
| 2 юли 1980 г.        | Има ли пилот в самолета?                      | |
| 1 август 1980 г.     | Ловецът                                       | копродукция с Rastar                                                                                        |
| септември 1980 г.    | Breaking Glass                                | |
| 9 септември 1980 г.  | Фобия                                         | |
| 19 септември 1980 г. | Обикновени хора                               | награда „Оскар“ за най-добър филм                                                                           |
| 3 октомври 1980 г.   | Coast to Coast                                | |
| 10 октомври 1980 г.  | Човекът слон                                  | номинация „Оскар“ за най-добър филм единствено разпространение копродукция с EMI Films и Brooksfilms        |
| 12 декември 1980 г.  | Попай                                         | единствено разпространение в Северна Америка копродукция с Walt Disney Productions                          |
| 11 февруари 1981     | Кървавият Свети Валентин                      | |
| 20 март 1981 г.      | Пощальонът винаги звъни два пъти              | единствено разпространение                                                                                  |
| 3 април 1981 г.      | Атлантик Сити                                 | номинация „Оскар“ за най-добър филм единствено разпространение в САЩ копродукция с Selta Films              |
| 10 април 1981 г.     | Going Ape!                                    | |
| 24 април 1981 г.     | Нощно училище                                 | единствено разпространение                                                                                  |
| 1 май 1981 г.        | Петък 13-и, част II                           | |
| 5 май 1981 г.        | Second-Hand Hearts                            | единствено разпространение; продуциран от Lorimar                                                           |
| 15 май 1981 г.       | Фенът                                         | |
| 5 юни 1981 г.        | Морски вълци                                  | единствено разпространение; продуциран от Lorimar                                                           |
| 12 юни 1981 г.       | Похитителите на изчезналия кивот              | единствено разпространение; продуциран от Lucasfilm номинация „Оскар“ за най-добър филм                     |
| 26 юни 1981 г.       | Убиецът на дракони                            | единствено разпространение в Северна Америка копродукция с Walt Disney Productions                          |
| 1 юли 1981 г.        | S.O.B.                                        | единствено разпространение                                                                                  |
| 30 юли 1981 г.       | Бягство към победата                          | единствено разпространение                                                                                  |
| юли 1981 г.          | Газ                                           | |
| 7 август 1981 г.     | Студентски тела                               | |
| 21 август 1981 г.    | Първият понеделник от октомври                | |
| 28 август 1981 г.    | Галиполи                                      | |
| 18 септември 1981 г. | Скъпа мамо                                    | |
| 2 октомври 1981 г.   | Бащинството                                   | |
| 20 ноември 1981 г.   | Рагтайм                                       | единствено разпространение в САЩ                                                                            |
| 4 декември 1981 г.   | Червените                                     | номинация „Оскар“ за най-добър филм копродукция с Barclays Mercantile Industrial Finance и JRS Productions. |
| 29 януари 1982 г.    | Венъм                                         | |
| 12 февруари 1982 г.  | Любов и пари                                  | единствено разпространение                                                                                  |
| 5 март 1982 г.       | Аз танцувам толкова бързо, колкото мога       | |
| 2 април 1982 г.      | Някакъв вид герой                             | |
| 30 април 1982 г.     | Партньори                                     | |
| 21 май 1982 г.       | Fighting Back                                 | |
| 4 юни 1982 г.        | Стар Трек II: Гневът на Хан                   | |
| 11 юни 1982 г.       | Брилянтин 2                                   | |
| 13 август 1982 г.    | Офицер и джентълмен                           | копродукция с Lorimar                                                                                       |
| 13 август 1982 г.    | Петък 13-и, част III                          | |
| 8 октомври 1982 г.   | В търсене на изход                            | единствено разпространение продуциран от Lorimar                                                            |
| 22 октомври 1982 г.  | The Sender                                    | Британски филм                                                                                              |
| 29 октомври 1982 г.  | Дойде от Холивуд                              | |
| октомври 1982 г.     | Ladies and Gentlemen, The Fabulous Stains     | |
| 12 ноември 1982 г.   | Бяло куче                                     | |
| 19 ноември 1982 г.   | Песента на Хайди                              | единствено разпространение Hanna-Barbera                                                                    |
| 3 декември 1982 г.   | Джекил и Хайд... отново заедно                | |
| 8 декември 1982 г.   | 48 часа                                       | |
| 10 декември 1982 г.  | Има ли пилот в самолета? 2                    | |
| 18 февруари 1983 г.  | Господарите на дисциплината                   | |
| 4 март 1983 г.       | Скъпа, това си ти                             | |
| 1 април 1983 г.      | Мъж, жена и дете                              | |
| 15 април 1983 г.     | Флашданс                                      | единствено разпространение копродукция с PolyGram Filmed Entertainment                                      |
| 6 май 1983 г.        | Still Smokin'                                 | |
| 8 юни 1983 г.        | Смяна на местата                              | копродукция с Cinema Group Ventures и Eddie Murphy Productions                                              |
| 15 юли 1983 г.       | Да оцелееш                                    | |
| 12 август 1983 г.    | Човекът, който не беше там                    | |
| 26 август 1983 г.    | Даниъл                                        | |
| 30 септември 1983 г. | Почетният консул                              | |
| 21 октомври 1983 г.  | Мъртвата зона                                 | единствено разпространение в САЩ копродукция с Lorimar и Dino De Laurentiis Company                         |
| 4 ноември 1983 г.    | Заветът                                       | |
| 18 ноември 1983 г.   | Пиратите от Дивите острови                    | |
| 9 декември 1983 г.   | Думи на обич                                  | награда „Оскар“ за най-добър филм                                                                           |
| 16 декември 1983 г.  | Безпримерна храброст                          | |
| 16 декември 1983 г.  | The Keep                                      | Британски филм                                                                                              |
| 17 февруари 1984 г.  | Вихърът на танца                              | копродукция с IndieProd Company Productions                                                                 |
| 23 март 1984 г.      | Да надбягаш луната                            | |
| 13 април 1984 г.     | Петък 13-и: Последна част                     | |
| 23 май 1984 г.       | Индиана Джоунс и храмът на обречените         | единствено разпространение продуциран от Lucasfilm                                                          |
| 1 юни 1984 г.        | Стар Трек III: В търсене на Спок              | |
| 8 юни 1984 г.        | Строго секретно!                              | |
| 20 юли 1984 г.       | Най-добрата отбрана                           | |
| 3 август 1984 г.     | Радостта на секса                             | |
| 28 септември 1984 г. | Речният плъх                                  | |
| 19 октомври 1984 г.  | Крадец на сърца                               | копродукция с Джери Брукхаймър Филмс                                                                        |
| 26 октомври 1984 г.  | Първороден син                                | |
| 21 ноември 1984 г.   | Да се влюбиш                                  | |
| 5 декември 1984 г.   | Ченгето от Бевърли Хилс                       | копродукция с Eddie Murphy Productions                                                                      |
| 8 февруари 1985 г.   | Свидетелят                                    | номинация „Оскар“ за най-добър филм                                                                         |
| 22 март 1985 г.      | Петък 13-и: Ново начало                       | |
| 29 март 1985 г.      | Цар Давид                                     | |
| 10 май 1985 г.       | Каубойска рапсодия                            | |
| 14 юни 1985 г.       | Д.А.Р.И.Л.                                    | единствено разпространение в САЩ копродукция с World Film Services                                          |
| 12 юли 1985 г.       | Изследователи                                 | |
| 9 август 1985 г.     | Лято под наем                                 | |
| 30 август 1985 г.    | Компрометиращи позиции                        | |
| 11 октомври 1985 г.  | Сребърният куршум                             | |
| 1 ноември 1985 г.    | Наивници в Неапол                             | |
| 8 ноември 1985 г.    | That Was Then... This Is Now                  | |
| 4 декември 1985 г.   | Младият Шерлок Холмс и пирамидата на страха   | копродукция с Amblin Entertainment                                                                          |
| 13 декември 1985 г.  | Улика                                         | копродукция с PolyGram Filmed Entertainment, The Guber-Peters Company и Debra Hill Productions              |
| 7 февруари 1986 г.   | Лейди Джейн                                   | Британски филм                                                                                              |
| 28 февруари 1986 г.  | Красива в розово                              | копродукция с John Hughes Entertainment                                                                     |
| 7 март 1986 г.       | 16 дни слава                                  | |
| 14 март 1986 г.      | Гънг Ху                                       | |
| 27 март 1986 г.      | Първоаприлски ужас                            | |
| 2 май 1986 г.        | Синият град                                   | |
| 9 май 1986 г.        | Огън с огън                                   | |
| 16 май 1986 г.       | Топ Гън                                       | копродукция с Jerry Bruckheimer Films                                                                       |
| 6 юни 1986 г.        | Сурова сделка                                 | единствено разпространение в Канада, продуциран от De Laurentiis Entertainment Group                        |
| 11 юни 1986 г.       | Почивният ден на Ферис Бюлър                  | копродукция с John Hughes Entertainment                                                                     |
| 20 юни 1986 г.       | Моето малко пони                              | единствено разпространение в Канада, продуциран от De Laurentiis Entertainment Group                        |
| 25 юли 1986 г.       | Изпепелени сърца                              | |
| 25 юли 1986 г.       | Машини убийци                                 | единствено разпространение в Канада, продуциран от De Laurentiis Entertainment Group                        |
| 1 август 1986        | Петък 13-и: Джейсън е жив                     | |
| 8 август 1986 г.     | Трансформърс: Филмът                          | единствено разпространение в Канада, продуциран от De Laurentiis Entertainment Group                        |
| 15 август 1986 г.    | Преследвачът                                  | единствено разпространение в Канада, продуциран от De Laurentiis Entertainment Group                        |
| 22 август 1986 г.    | Джек и Барни                                  | |
| 19 септември 1986 г. | Синьо кадифе                                  | единствено разпространение в Канада, продуциран от De Laurentiis Entertainment Group                        |
| 19 септември 1986 г. | Радиоактивни мечти                            | единствено разпространение в Канада, продуциран от De Laurentiis Entertainment Group                        |
| 26 септември 1986 г. | Дънди Крокодила                               | |
| 3 октомври 1986 г.   | Деца, забравени от Бога                       | номинация „Оскар“ за най-добър филм                                                                         |
| 24 октомври 1986 г.  | Лакомство или пакост                          | единствено разпространение в Канада, продуциран от De Laurentiis Entertainment Group                        |
| 7 ноември 1986 г.    | Тай-Пан                                       | единствено разпространение в Канада, продуциран от De Laurentiis Entertainment Group                        |
| 21 ноември 1986 г.   | Body Slam                                     | единствено разпространение в Канада, продуциран от De Laurentiis Entertainment Group                        |
| 26 ноември 1986 г.   | Стар Трек IV: Пътуване към вкъщи              | |
| 12 декември 1986 г.  | Златното дете                                 | копродукция с Eddie Murphy Productions                                                                      |
| 12 декември 1986 г.  | Престъпления на сърцето                       | единствено разпространение в Канада, продуциран от De Laurentiis Entertainment Group                        |
| 19 декември 1986 г.  | Кинг Конг е жив                               | единствено разпространение в Канада, продуциран от De Laurentiis Entertainment Group                        |
| 16 януари 1987 г.    | Критично състояние                            | |
| 16 януари 1987 г.    | Прозорецът на спалнята                        | единствено разпространение в Канада, продуциран от De Laurentiis Entertainment Group                        |
| 6 февруари 1987 г.   | From the Hip                                  | единствено разпространение в Канада, продуциран от De Laurentiis Entertainment Group                        |
| 27 февруари 1987 г.  | Почти прекрасно                               | |
| 10 април 1987 г.     | Campus Man                                    | единствено разпространение, продуциран от RKO Pictures                                                      |
| 4 май 1987 г.        | Злите мъртви II                               | единствено разпространение в Канада, продуциран от De Laurentiis Entertainment Group                        |
| 8 май 1987 г.        | Горещо преследване                            | единствено разпространение, продуциран от RKO Pictures и Lisberger Studios                                  |
| 20 май 1987 г.       | Ченгето от Бевърли Хилс II                    | копродукция с Eddie Murphy Productions                                                                      |
| 3 юни 1987 г.        | Недосегаемите                                 | |
| 22 юли 1987 г.       | Лятно училище                                 | |
| 7 август 1987 г.     | Обратно на плажа                              | |
| 28 август 1987 г.    | Hamburger Hill                                | единствено разпространение                                                                                  |
| 18 септември 1987 г. | Фатално привличане                            | номинация „Оскар“ за най-добър филм                                                                         |
| 25 ноември 1987 г.   | Самолети, влакове и автомобили                | копродукция с John Hughes Entertainment                                                                     |
| 18 декември 1987 г.  | Eddie Murphy Raw                              | копродукция с Eddie Murphy Productions                                                                      |
| 5 февруари 1988 г.   | Тя има бебе                                   | копродукция с John Hughes Entertainment                                                                     |
| 25 март 1988 г.      | Нов живот                                     | |
| 15 април 1988 г.     | Чисти дрехи                                   | |
| 22 април 1988 г.     | Синя игуана                                   | |
| 22 април 1988 г.     | Непрекъснат запис                             | |
| 13 май 1988 г.       | Петък 13-и: Нова кръв                         | |
| 25 май 1988 г.       | Дънди Крокодила 2                             | |
| 10 юни 1988 г.       | Президио                                      | |
| 29 юни 1988 г.       | Пристигане в Америка                          | копродукция с Eddie Murphy Productions                                                                      |
| 22 юли 1988 г.       | Big Top Pee-wee                               | |
| 12 август 1988 г.    | Мечтата на Тъкър                              | единствено разпространение, продуциран от Lucasfilm и Zoetrope Studios                                      |
| 14 октомври 1988 г.  | Обвинената                                    | |
| 4 ноември 1988 г.    | U2: Rattle and Hum                            | |
| 11 ноември 1988 г.   | Distant Thunder                               | |
| 23 ноември 1988 г.   | Scrooged                                      | копродукция с Mirage Studios                                                                                |
| 2 декември 1988 г.   | Голо оръжие                                   | |
| 13 януари 1989 г.    | Експертите                                    | |
| 10 февруари 1989 г.  | Братовчеди                                    | |
| 7 април 1989 г.      | Професионалната бейзболна лига                | копродукция с Morgan Creek Productions                                                                      |
| 21 април 1989 г.     | Гробище за домашни любимци                    | |
| 24 май 1989 г.       | Индиана Джоунс и последният кръстоносен поход | единствено разпространение, продуциран от Lucasfilm                                                         |
| 9 юни 1989 г.        | Стар Трек V: Последната граница               | |
| 28 юли 1989 г.       | Петък 13-и: Джейсън превзема Манхатън         | |
| 18 август 1989 г.    | Давай                                         | |
| 30 август 1989 г.    | Шърли Валънтайн                               | |
| 22 септември 1989 г. | Черен дъжд                                    | |
| 20 октомври 1989 г.  | Дебеланкото и Малчугана                       | |
| 17 ноември 1989 г.   | Харлемски нощи                                | |
| 15 декември 1989 г.  | Ние не сме ангели                             | |